# Typha przewalskii
Typha przewalskii  là một loài thực vật có hoa trong họ Typhaceae. Loài này được Skvortsov miêu tả khoa học đầu tiên năm 1943.